# Alexander George Torr
Alexander George Torr, CBE, avstralski general in vojaški inženir, * 8. april 1907, † 9. avgust 1952.
Med drugo svetovno vojno se je izkazal kot sposoben inženirec; vojno je končal kot namestnik vrhovnega inženirca Avstralskih vojaških sil.